# Cabrera d’Anoia
Cabrera d’Anoia település Spanyolországban, Barcelona tartományban. Lakosainak száma 1709 fő (2024).

## Földrajza
Cabrera d’Anoia Capellades, Vallbona d’Anoia, Piera, Torrelavit, Sant Pere de Riudebitlles, Mediona és La Torre de Claramunt községekkel határos.

## Népesség
A település lakosságának változását az alábbi diagram mutatja:
| Lakosok száma | 116  | 373  | 398  | 336  | 251  | 818  | 1320 | 1363 | 1410 | 1709 |
|               | 1717 | 1887 | 1936 | 1960 | 1986 | 2004 | 2009 | 2014 | 2019 | 2024 |